# 刘尚 (菑川王)
刘尚（？—前40年），西汉菑川思王刘终古子，公元前45年继承父位为菑川王，公元前41年卒，在位5年（據《史記》世家及《漢書》本傳，《漢書》表作在位6年）。谥考，子刘横嗣。